# 一切法
一切法，佛教術語，指世間所有事物，一切的存有，為所有法的集合。阿毗達摩中，以三科（蘊、處、界）來對一切法進行分類；另外，有五位的分類法。

## 概論
在初期的阿毗達摩中，以「蘊、界、處」三者來分析一切法。例如，認為十二處即一切法。
有以無為法及有為法涵蓋一切法的說法。
佛教各部派普遍接受，一切法的共相為非我。